# Universidad Aristóteles de Salónica
La Universidad Aristóteles de Tesalónica (en griego Αριστοτέλειο Πανεπιστήμιο Θεσσαλονίκης) está ubicada en el centro de Tesalónica. Es la mayor universidad de Grecia y tiene 44 departamentos. 
Fue fundada en 1925 durante el gobierno de Alexandros Papanastasiu. Fue la segunda universidad griega que se fundó después de la Universidad de Atenas, establecida en 1837. La universidad fue construida sobre los restos de lo que había sido el cementerio judío de Tesalónica, hasta la trágica destrucción del cementerio durante la ocupación nazi.